# John Michael Higgins

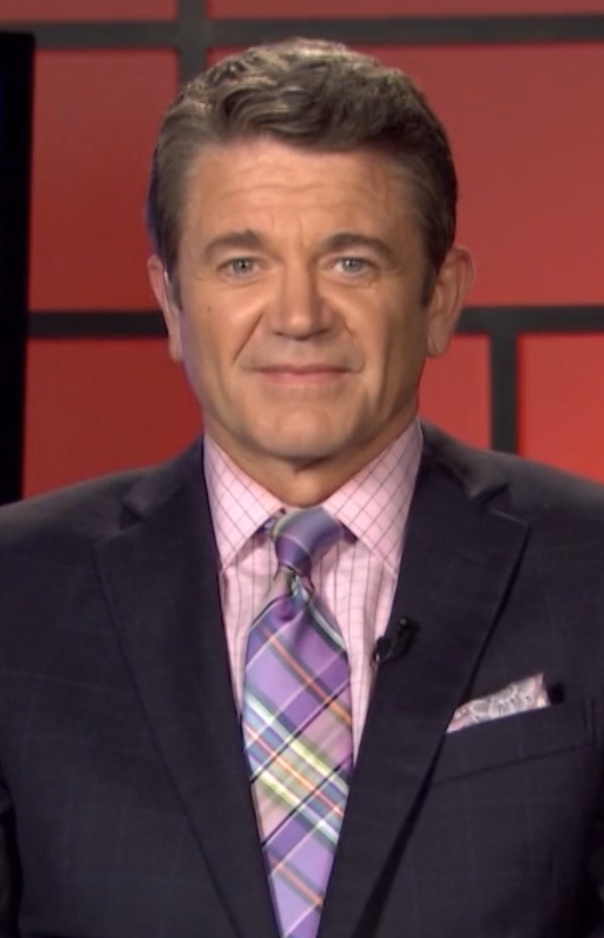
John Michael Higgins, 2018

John Michael Higgins (* 12. Februar 1963 in Boston, Massachusetts) ist ein US-amerikanischer Schauspieler und Synchronsprecher.

## Leben
John Michael Higgins wurde im Februar 1963 in Boston, Massachusetts, geboren. Er wuchs unter dem Namen Mike Higgins auf und besuchte die Walter Johnson High School in Bethesda, Maryland. 1985 machte er als Mitglied der Phi-Beta-Kappa-Gemeinschaft seinen Abschluss mit der Bewertung Summa Cum Lauda am Amherst College, wo er die Männer-a-cappella-Gruppe The Zombyes leitete.
Higgins hatte sein Filmdebüt 1989 im Film Vampire’s Kiss mit Nicolas Cage in der Hauptrolle. In den darauffolgenden Jahren spielte er Gastrollen in verschiedenen Serien, wie Miami Vice, Cybill, Seinfeld und Party of Five. 1997 drehte er mit Wag the Dog seinen zweiten Kinofilm. In der darauf folgenden Zeit hat er in der Serie Arrested Development den Anwalt Wayne Jarvis verkörpert. Außerdem hatte er kleine Rollen in Serien wie u. a. CSI: Den Tätern auf der Spur, Joey, Boston Legal und Ally McBeal.
Weiterhin ist er in einem Einführungsvideo der Attraktion Test Track im Walt Disney Park Epcot bei Orlando im Bundesstaat Florida zu sehen. Zu den Filmen, die ihn bekannt gemacht haben, zählen Evan Allmächtig (2007) neben Steve Carell und Morgan Freeman, Trennung mit Hindernissen (2006) neben Vince Vaughn und Jennifer Aniston, Dick und Jane (2005) neben Jim Carrey und Téa Leoni und Blade: Trinity (2004) mit Wesley Snipes. Außerdem spielte er Hauptrollen in den Komödien Walk Hard: Die Dewey Cox Story (2007), Der Ja-Sager (2008) und Bad Teacher (2011).
Von 2011 bis 2013 gehörte er neben Fran Drescher zur Hauptbesetzung der Sitcom Happily Divorced. Er spielte Frans schwulen Ex-Mann, Peter Lovett. Diese Figur basiert auf Dreschers realem schwulen Ex-Mann, Peter Marc Jacobson.

## Privatleben
Higgins ist mit der Schauspielerin Margaret Welsh verheiratet. Sie haben eine Tochter (* 2003) und einen Sohn (* 2006).

## Filmografie (Auswahl)
- 1988: Miami Vice (Fernsehserie, Episode 4x17)
- 1989: Vampire’s Kiss
- 1996: Cybill (Fernsehserie, Episode 3x06)
- 1997: Seinfeld (Fernsehserie, Episode 8x11)
- 1997: Die Akte Jane (G.I. Jane)
- 1997: Party of Five (Fernsehserie, Episode 4x11)
- 1997: Wag the Dog – Wenn der Schwanz mit dem Hund wedelt (Wag the Dog)
- 1997–1998: Liebling, ich habe die Kinder geschrumpft (Honey, I Shrunk the Kids: The TV Show, Fernsehserie, drei Episoden)
- 1998: From the Earth to the Moon (Miniserie)
- 1998–1999: Verrückt nach dir (Mad About You, Fernsehserie, zwei Episoden)
- 1999: Der 200 Jahre Mann (Bicentennial Man)
- 2000: Du lebst noch 7 Tage (Seven Days to Live)
- 2000: Best in Show
- 2000: Harvey Birdman, Attorney at Law (Stimme)
- 2000–2002: Ally McBeal (Fernsehserie, 13 Episoden)
- 2000: Sechs unter einem Dach (Get Real, Fernsehserie, 1x18)
- 2001: Frasier (Fernsehserie, 8x17)
- 2001: The Man Who Wasn’t There
- 2002: Teddy Bears’ Picnic
- 2003: Monte Walsh (Fernsehfilm)
- 2003: A Mighty Wind
- 2004: Jiminy Glick in Lalawood
- 2004: Monk (Fernsehserie, Episode 3x08)
- 2004: After the Sunset
- 2004: Boston Legal (Fernsehserie, zwei Episoden)
- 2004: Blade: Trinity
- 2005: Dick und Jane (Fun with Dick and Jane)
- 2005: Joey (Fernsehserie, zwei Episoden)
- 2006: Trennung mit Hindernissen (The Break-Up)
- 2006: CSI: Den Tätern auf der Spur (CSI: Crime Scene Investigation, Fernsehserie, Episode 6x22)
- 2007: Walk Hard: Die Dewey Cox Story
- 2007: Evan Allmächtig (Evan Almighty)
- 2007: Die Gebrüder Weihnachtsmann (Fred Claus)
- 2008: Der Ja-Sager (Yes Man)
- 2009: Fired Up!
- 2009: Die nackte Wahrheit (The Ugly Truth)
- 2009: Numbers – Die Logik des Verbrechens (Numb3rs, Fernsehserie, Episode 6x06)
- 2009: All Inclusive (Couples Retreat)
- 2010: Glee (Fernsehserie, Episode 1x19)
- 2010: Psych (Fernsehserie, Episode 5x04)
- 2010: Human Target (Fernsehserie, Episode 2x06)
- 2011: Bad Teacher
- 2011: Good Wife (The Good Wife, Fernsehserie, Episode 3x10)
- 2011: Wir kaufen einen Zoo (We Bought a Zoo)
- 2011–2013: Happily Divorced (Fernsehserie)
- 2012: Der Ruf der Wale (Big Miracle)
- 2012: Pitch Perfect
- 2012: Tom und Jerry – Robin Hood und seine tollkühne Maus (Tom and Jerry: Robin Hood and His Merry Mouse) (Sprechrolle)
- 2013: Rapture-Palooza
- 2013: Urlaub mit Hindernissen – The Best Man Holiday (The Best Man Holiday)
- 2014: A Million Ways to Die in the West
- 2014: Planes 2 – Immer im Einsatz (Planes: Fire & Rescue, Stimme)
- 2014: Tell
- 2014: Breaking the Bank
- 2014: Sofia die Erste – Auf einmal Prinzessin (Sofia the First, Fernsehserie, Episode 2x18)
- 2014–2015: Instant Mom (Fernsehserie, 2 Episoden)
- 2015: Pitch Perfect 2
- 2016: Adam Ruins Everything (Adam Ruins Restaurants, Staffel 1 Episode 5)
- 2017: Pitch Perfect 3
- 2017: Shimmer Lake
- 2018: Appgefahren – Alles ist möglich (Status Update)
- 2021: Licorice Pizza
- 2022: Rise of the Teenage Mutant Ninja Turtles: The Movie (Stimme)
- 2022: The Curse of Bridge Hollow